# Anaulaciulus golovatchi
Anaulaciulus golovatchi är en mångfotingart som beskrevs av Mikhaljova 1982. Anaulaciulus golovatchi ingår i släktet Anaulaciulus och familjen kejsardubbelfotingar. Inga underarter finns listade i Catalogue of Life.